# ねえ!気がついてよ
「ねえ!気がついてよ」（ねえ!きがついてよ）は、1976年8月にリリースされた桜田淳子の16枚目のシングルである。

## 解説
- 同年12月にリリースされたアパッチ&マイナーチューニングバンド『ソウルこれっきりですか』ではディスコ風にアレンジされてメドレーとなっていた。

## 収録曲
- 全曲作詞：阿久悠／作曲：大野克夫

1. ねえ!気がついてよ (3分25秒)
編曲：大野克夫
2. かかとの折れた靴をさげ (3分5秒)
編曲：高田弘